# إنترستيت 535
إنترستيت 535 (Interstate 535) طريق سريع قصير متفرع من طريق إنترستيت 35 السريع بطول 2.78 ميل (4.47 كم) في ولايتي مينيسوتا وويسكونسن الأمريكيتين. يتم إقرانه بطريق يو إس 53 (US 53) على طول مساره بالكامل. كان الطريق السريع جزءا من نظام الطرق السريعة بين الولايات الأصلي لعام 1956 وتم الانتهاء منه في عام 1971. منذ ذلك الحين ، تمت إضافة حدود الوزن إلى جسر بلاتنيك الذي يحمل الطريق السريع فوق خليج سانت لويس بين سوبيريور ، ويسكونسن ، ودولوث ، مينيسوتا.